# Ерскін Чайлдерс
Роберт Ерскін Чайлдерс (англ. Robert Erskine Childers; 25 червня 1870 – 24 листопада 1922) — британський та ірландський письменник, політик, прихильник руху за незалежність Ірландії. Здобув популярність як письменник завдяки розповідям про Другу англо-бурську війну та роману «Загадка пісків» про німецьку підготовку до морського вторгнення в Англію.
Як переконаний прихильник Британської імперії, Чайлдерс служив добровольцем в армійському експедиційному корпусі під час Другої англо-бурської війни в Південній Африці, де згодом почав розчаровуватись в британському імперіалізмі. Обраний кандидатом на британських парламентських виборах від Ліберальної партії в час, коли партія підтримувала угоду про встановлення автономії Ірландії, проте згодом став прихильником ірландського республіканізму і розриву всіх зв'язків з Британією. На власній яхті, від імені Ірландських добровольців, Чайлдерс переправляв зброю до Ірландії, яку пізніше використовували проти британських солдатів під час Великоднього повстання 1916 року. Відіграв значну роль у переговорах між Ірландією та Британією, що завершилися підписанням англо-ірландського договору, проти підписання якого він виступав. Чайлдерс прагнув взяти активну участь в громадянській війні (через прийняття умов договору), що розпочалась після цього, і був страчений силами Ірландської Вільної держави 24 листопада 1922 року.
Його найбільш значущим твором став роман «Загадка пісків», опублікований за одинадцять років до початку Першої світової війни. У творі описано таємний німецький флот, що планував вторгнення до Англії. Роман вплинув на тодішнього Першого лорда Адміралтейства Вінстона Черчилля, який посилив Домашній Флот британських ВМС. На початку Першої світової війни Черчилль залучив Чайлдерса на службу в Військово-морські сили, за що той був нагороджений Хрестом за видатні заслуги.
Чайлдерс був сином британського вченого-орієнталіста Роберта Цезаря Чайлдерса, батьком четвертого президента Ірландії Ерскіна Гамільтона Чайлдерса, двоюрідним братом британського політика Х'ю Чайлдерса та ірландського націоналіста Роберта Бертона, а також дідусем письменника і дипломата Ерскіна Бартона Чайлдерса та колишнього члена Європейського парламенту Несси Чайлдерс.

## Галерея

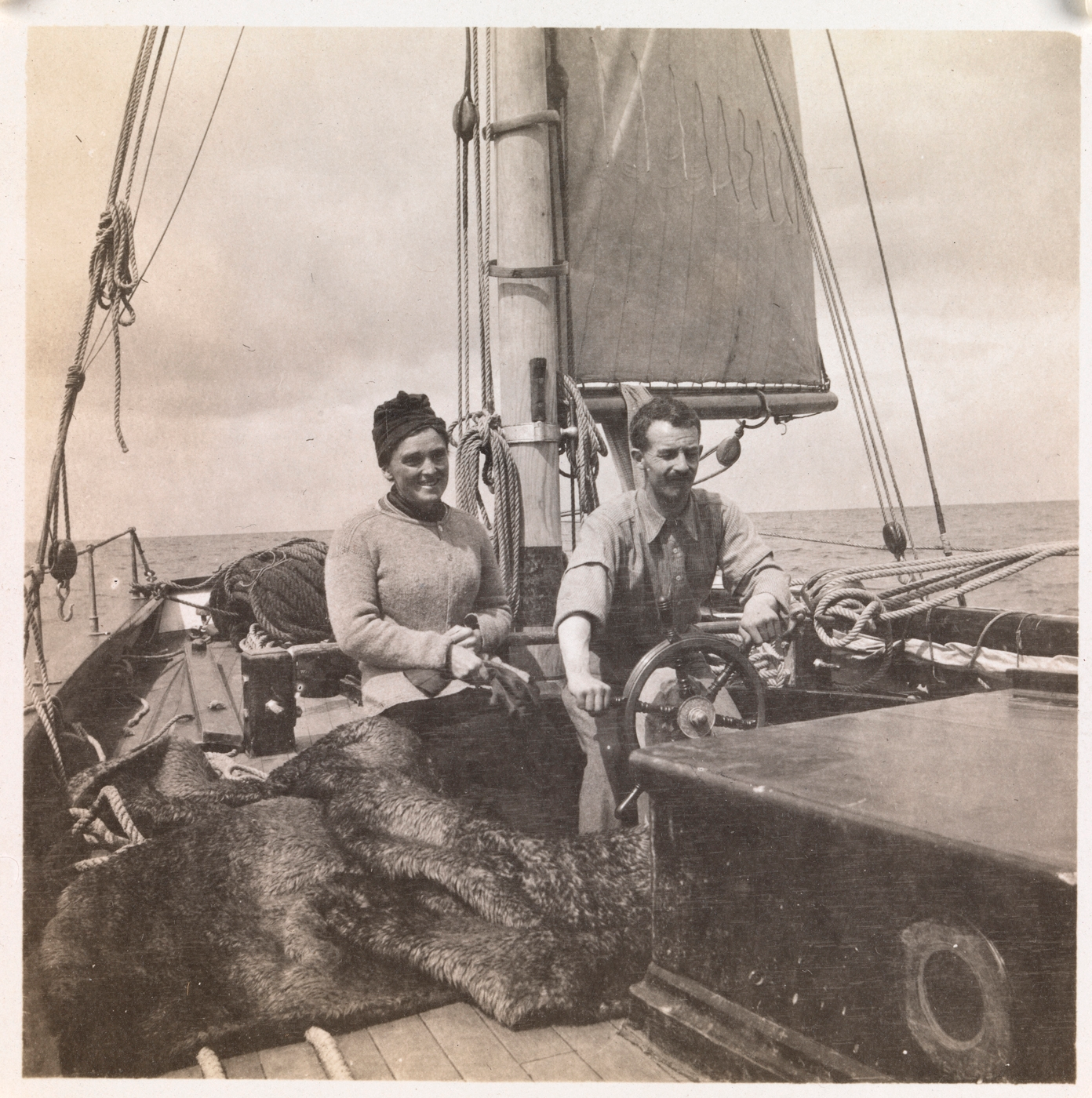
Ерскін Чайлдерс з дружиною Моллі Чайлдерс на борту власної яхти «Асгард» під час круїзу по Балтиці, 1910 рік
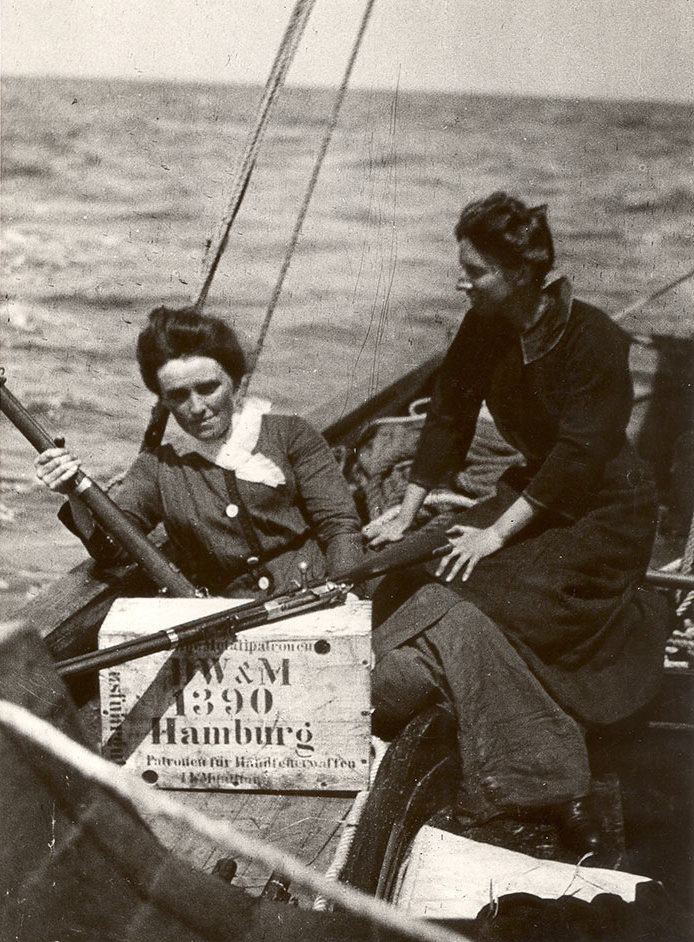
Моллі Чайлдерс (ліворуч) з гвинтівками на «Асгарді», липень 1914 року
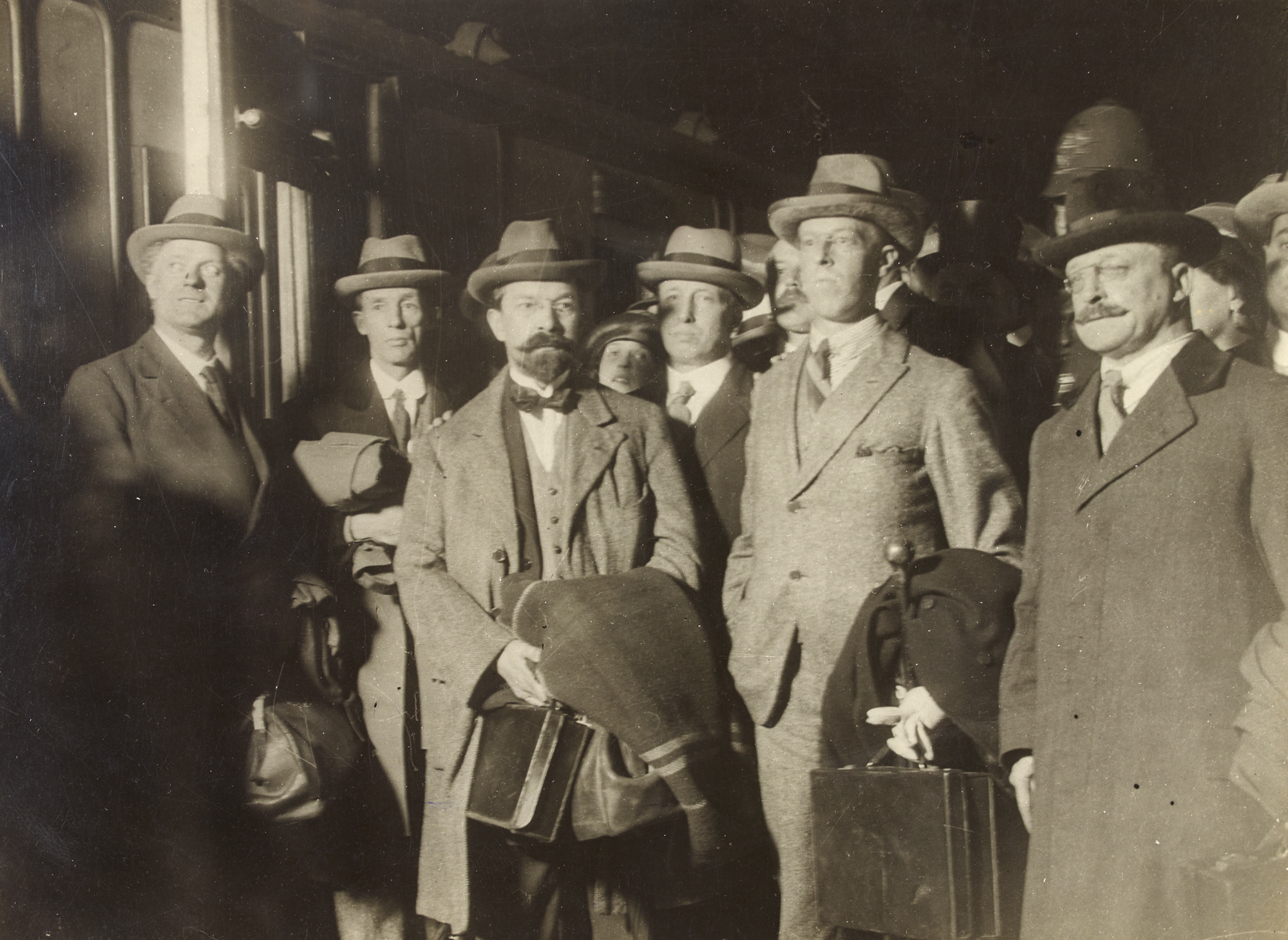
Чайлдерс (другий зліва) разом з членами переговорної групи в Лондоні